# Diogo Nascimento
Diogo Nascimento, né le 2 novembre 2002 à Leiria au Portugal, est un footballeur portugais qui joue au poste de milieu central à l'Olympiakós.

## Biographie

### En club
Né à Leiria au Portugal, Diogo Nascimento commence le football au Sporting CP puis joue pendant deux ans avec les équipes de jeunes du CF Belenenses avant d'être formé par le Benfica Lisbonne à partir de 2014. Il remporte notamment le championnat avec les moins de 15 ans lors de la saison 2016-2017. Le 18 juillet 2021, Nascimento signe son premier contrat professionnel avec Benfica.
Lors de l'été 2023, Diogo Nascimento rejoint le FC Vizela. Le transfert est officialisé le 8 juin 2023 et il signe un contrat de deux ans, soit jusqu'en juin 2025.
C'est avec ce club qu'il découvre la première division portugaise, faisant sa première apparition dans cette compétition le 12 août 2021 face au Sporting CP. Il est titularisé et son équipe est battue par trois buts à deux.
Le 24 août 2024, Diogo Nascimento rejoint la Grèce en signant en faveur de l'un des clubs les plus importants du pays, l'Olympiakós, pour un contrat de quatre ans, soit jusqu'en juin 2029.

### En sélection
Il représente l'équipe du Portugal des moins de 18 ans, sélection avec laquelle il joue un total de quatre matchs, de 2019 à 2020.
Diogo Nascimento joue son premier match avec l'équipe du Portugal espoirs le 21 mars 2025 contre la Roumanie. Il est titularisé lors de ce match perdu par son équipe (0-1 score final).